# Dresden (Kansas)
Dresden é uma cidade localizada no estado americano de Kansas, no Condado de Decatur.

## Demografia
Segundo o censo americano de 2000, a sua população era de 51 habitantes.
Em 2006, foi estimada uma população de 47, um decréscimo de 4 (-7.8%).

## Geografia
De acordo com o United States Census Bureau tem uma área de
2,4 km², dos quais 2,4 km² cobertos por terra e 0,0 km² cobertos por água.

## Localidades na vizinhança
O diagrama seguinte representa as localidades num raio de 32 km ao redor de Dresden.